# Samuel Nana-Sinkam
Samuel C. Nana-Sinkam, né le 20 décembre 1942, est un économiste et haut fonctionnaire camerounais originaire de Bangou, dont il est le prince patriarche.

## Biographie

### Enfance et débuts
Samuel Nana-Sinkam a étudié les sciences économiques et la planification à l'Institut de développement économique et de planification de Dakar (Sénégal) et est titulaire d'un doctorat en sciences économiques de l'université de Poitiers (France) et de la George Washington University (États-Unis). 

### Carrière
Samuel Nana-Sinkam a entamé sa carrière en 1967 comme économiste à l'ONU pour la FAO à Rome, à Brazzaville (République du Congo) depuis 1995. 
En 1970, il a rejoint le Fonds monétaire international (FMI) à Washington, D.C. et a été chargé, à divers postes, des questions macroéconomiques et de l'assistance technique. En tant que Directeur exécutif du FMI, de 1976 à 1982, il était chargé de 21 pays africains, dont la Guinée-Bissau. 
De 1984 à 1986, il a occupé un poste de conseiller principal au FMI, après avoir été professeur de développement économique et de théorie monétaire à l'université Paris-Dauphine et conseiller du Président de la Chase Manhattan Bank à New York.
De 1987 à 1995, il fut représentant du Directeur-général de la FAO auprès de l'Organisation de l'unité africaine (OUA) et Directeur de la Division commune sur l'agriculture de la Commission économique pour l'Afrique (CEA) et de la FAO à Addis-Abeba (Éthiopie). 
En 1993, il a dirigé la Mission de haut niveau inter-institutions des Nations unies chargée d'examiner la situation économique de la Namibie.
Kofi Annan, alors Secrétaire général de l'ONU, a nommé Samuel C. Nana-Sinkam Représentant spécial en Guinée-Bissau et Chef du Bureau d'appui des Nations unies pour la consolidation de la paix dans ce pays.
Samuel Nana-Sinkam a également occupé plusieurs fonctions au sein du Ministère de la planification du Cameroun. Outre de nombreuses publications sur les questions économiques, monétaires, commerciales, de développement et d'assistance technique, il s'occupe, depuis 1996, de diffuser des idées sur la résolution des conflits et la médiation, sur la transition et la démocratisation et sur les liens avec les valeurs africaines traditionnelles. M. Nana-Sinkam parle le français, l'anglais, l'espagnol et l'italien.